# Богданов Аркадій Пилипович
Богда́нов Аркадій Пилипович (*5 серпня 1906, присілок Солдир — †квітень 1965) — удмуртський державний діяч.

## Біографія
Аркадій Пилипович народився в присілку Солдир Понінської волості Глазовського повіту (нині Глазовського району Удмуртії). 1930 року навчався у Вотській обласній радянсько-партійній школі. У 1931—1933 роках служив у лавах Червоної армії. У 1949—1951 роках навчався у дворічній Обласній партійній школі при Удмуртському обласному комітеті ВКП(б).

## Політична діяльність
Богданов як політик обіймав такі посади:
- секретар Понінського волосного комітету ВЛКСМ (1929)
- завідувач заочним відділенням Вотської обласної радянсько-партійної школи (1930—1931)
- воєнрук Глазовської районної радянсько-партійної школи (1933—1934)
- помічник начальника політвідділу Дебьоської машинно-тракторної станції з комсомолу (1934—1935)
- секретар Дебьоського районного комітету ВЛКСМ (1935—1936)
- завідувачем відділом керівних комсомольських працівників Удмуртського обласного комітету ВЛКСМ (1936—1937)
- перший секретар Пичаського районного комітету ВКП(б) (1937—1941)
- начальник політвідділу Сталінградського дивізійного району ПВО, замісник начальника політвідділу Сталінградського корпусного району ПВО Сталінградського фронту (1941—1943)
- начальник політвідділу 1882-го зенітного артилерійського полку Закавказького фронту (1943—1946)
- перший секретар Красногорського районного комітету ВКП(б) (1946—1949)
- перший секретар Дебьоського районного комітету КПРС (1951—1955)
- перший секретар Алнаського районного комітету КПРС (1955—1958)
- голова Верховної ради Удмуртської АРСР (5 квітня 1955 — 11 березня 1959)